# Stazione meteorologica di Trieste Barcola
La stazione meteorologica di Trieste Barcola è la stazione meteorologica di riferimento per il Servizio Meteorologico dell'Aeronautica Militare, relativa all'area litoranea a nord della città di Trieste, attiva dal 2001 in sostituzione di una stazione preesistente posta nelle vicinanze.

## Caratteristiche
La stazione meteorologica si trova nell'area climatica del litorale triestino, nel Friuli-Venezia Giulia, nella parte nordovest del comune di Trieste. Dal 2001 è sita presso il terrapieno di Barcola, 4 km a nord di Trieste, a 2 metri s.l.m. e alle coordinate geografiche 45°40′37.55″N 13°45′12.29″E.
Oltre a rilevare i dati relativi a temperatura, precipitazioni, pressione atmosferica, umidità relativa, eliofania, direzione e velocità del vento, la stazione è collegata ad una boa situata nell'antistante Mare Adriatico settentrionale, grazie alla quale è possibile osservare lo stato del mare, l'altezza dell'onda marina, la direzione dell'onda stessa, oltre alla lunghezza e all'altezza dell'onda morta (onda non più soggetta all'azione diretta del vento).
La nuova stazione di Barcola è attiva dal luglio 2001 ed è attualmente tra le cinque più rappresentative a livello nazionale, attrezzata con strumentazioni ad alta tecnologia ed è gestita dal Centro Nazionale di Meteorologia e Climatologia Aeronautica nella parte tecnica e dal Secondo Stormo di Udine-Rivolto dell'Aeronautica_Militare per la parte logistico-amministrativa. I dati meteorologici locali 1961-1990 provengono invece dall'archivio della Sede di Trieste dell'ISMAR CNR e corrispondono alle misure effettuate presso la stazione meteorologica del CNR di Trieste (latitudine 45°38'34'’N, longitudine 13°45'14'’E).

## Dati climatologici 1961-1990
Per quanto riguarda le medie annuali, la pressione atmosferica al livello del mare è stata di 1015.3 hPa, la temperatura media è stata di 14,5 °C, l'umidità relativa 65%, la velocità media del vento di 4.2 m/s. L'altezza media annuale delle precipitazioni è di 1025 mm con massime precipitazioni in autunno.
Il regime dei venti nella zona di Trieste è caratterizzato dalle brezze locali, da invasioni di aria continentale (la bora) e da episodi di venti adriatici meridionali (scirocco). All'anno si registrano in media 200 giornate senza vento (bonaccia) pari al 64% del tempo totale annuale, un valore molto elevato per una località costiera. Il mese più ventoso è ottobre, il meno ventoso, secondo la statistica, in genere è aprile.
Da notare che per compressione adiabatica sia il vento da Nord-Est (Bora) che da Sud-Est (Scirocco) scendendo su Trieste dalle colline sovrastanti si riscaldano di diversi gradi. Nello stesso tempo le correnti adriatiche che transitano nel Golfo di Trieste portano calore all'atmosfera. Il mese più caldo è luglio con una media di 24,0 °C e il più freddo gennaio con una media di 5,1 °C. Nel trentennio esaminato, la temperatura minima assoluta ha toccato i -9,3 °C nel gennaio 1963 (media delle minime assolute annue di -3,3 °C), mentre la massima assoluta ha fatto registrare i +36,0 °C nell'agosto 1988 (media delle massime assolute annue di +33,9 °C).
Grazie alla posizione orografica rivierasca e allo scarsissimo irraggiamento termico notturno, le minime registrate a Trieste, d'estate come d'inverno, risultano tra le più miti di tutta Italia, così come l'escursione giornaliera, estremamente ridotta. Le tendenze del cinquantennio mostrano un aumento medio di +0.5 °C per il mare e di +0.8 °C per l'aria.
La stazione di Barcola risulta mediamente più calda del centro cittadino di 0,8 °C durante il giorno (Trieste Porto) mentre è più fresca la notte di 1 grado in estate e di 2 gradi in inverno. La temperatura tende invece ovviamente a diminuire nei rioni di Trieste più distanti dal mare e a maggior altitudine. L'umidità media è molto ridotta, con un minimo del 57% in luglio ed un massimo del 69% in novembre.
Di seguito sono riportati i dati climatici della media CLINO 1961-1990.
| Trieste Aeronautica Militare (1961-1990)             | Mesi        | Mesi        | Mesi        | Mesi        | Mesi        | Mesi        | Mesi        | Mesi        | Mesi        | Mesi        | Mesi        | Mesi        | Stagioni | Stagioni | Stagioni | Stagioni | Anno    |
| Trieste Aeronautica Militare (1961-1990)             | Gen         | Feb         | Mar         | Apr         | Mag         | Giu         | Lug         | Ago         | Set         | Ott         | Nov         | Dic         | Inv      | Pri      | Est      | Aut      | Anno    |
| ---------------------------------------------------- | ----------- | ----------- | ----------- | ----------- | ----------- | ----------- | ----------- | ----------- | ----------- | ----------- | ----------- | ----------- | -------- | -------- | -------- | -------- | ------- |
| T. max. media (°C)                                   | 7,0         | 8,7         | 12,0        | 16,8        | 21,8        | 25,4        | 28,1        | 27,4        | 23,6        | 18,1        | 12,4        | 8,3         | 8,0      | 16,9     | 27,0     | 18,0     | 17,5    |
| T. min. media (°C)                                   | 3,1         | 4,1         | 6,4         | 9,9         | 14,0        | 17,5        | 19,9        | 19,6        | 16,7        | 12,7        | 8,0         | 4,4         | 3,9      | 10,1     | 19,0     | 12,5     | 11,4    |
| T. max. assoluta (°C)                                | 15,4 (1962) | 21,2 (1990) | 23,9 (1968) | 29,3 (1962) | 31,1 (1976) | 33,7 (1987) | 35,6 (1964) | 36,0 (1988) | 34,4 (1973) | 27,1 (1962) | 21,2 (1963) | 17,3 (1989) | 21,2     | 31,1     | 36,0     | 34,4     | 36,0    |
| T. min. assoluta (°C)                                | −9,3 (1963) | −6,3 (1963) | −6,3 (1971) | 2,7 (1970)  | 5,8 (1962)  | 8,1 (1962)  | 10,3 (1962) | 12,1 (1966) | 7,0 (1977)  | 3,8 (1979)  | −1,5 (1988) | −6,6 (1961) | −9,3     | −6,3     | 8,1      | −1,5     | −9,3    |
| Giorni di gelo (Tmin ≤ 0 °C)                         | 5           | 3           | 1           | 0           | 0           | 0           | 0           | 0           | 0           | 0           | 0           | 3           | 11       | 1        | 0        | 0        | 12      |
| Nuvolosità (okta al giorno)                          | 4,8         | 4,3         | 4,7         | 4,6         | 4,3         | 3,9         | 3,0         | 3,0         | 3,2         | 3,9         | 4,8         | 4,8         | 4,6      | 4,5      | 3,3      | 4,0      | 4,1     |
| Precipitazioni (mm)                                  | 71,2        | 61,8        | 76,7        | 86,8        | 81,0        | 101,6       | 71,2        | 100,6       | 102,3       | 66,6        | 113,7       | 91,9        | 224,9    | 244,5    | 273,4    | 282,6    | 1 025,4 |
| Giorni di pioggia                                    | 8           | 7           | 8           | 9           | 9           | 9           | 7           | 7           | 7           | 8           | 9           | 8           | 23       | 26       | 23       | 24       | 96      |
| Umidità relativa media (%)                           | 67          | 65          | 61          | 63          | 64          | 66          | 63          | 63          | 67          | 69          | 65          | 67          | 66,3     | 62,7     | 64       | 67       | 65      |
| Eliofania assoluta (ore al giorno)                   | 3,1         | 4,2         | 4,6         | 5,9         | 7,3         | 8,1         | 9,3         | 8,4         | 7,0         | 5,4         | 3,3         | 2,7         | 3,3      | 5,9      | 8,6      | 5,2      | 5,8     |
| Radiazione solare globale media (centesimi di MJ/m²) | 429         | 712         | 1 101       | 1 575       | 1 994       | 2 214       | 2 311       | 2 002       | 1 507       | 972         | 529         | 374         | 1 515    | 4 670    | 6 527    | 3 008    | 15 720  |
| Pressione a 0 metri s.l.m. (hPa)                     | 1 017       | 1 015       | 1 015       | 1 013       | 1 014       | 1 014       | 1 014       | 1 014       | 1 017       | 1 018       | 1 017       | 1 016       | 1 016    | 1 014    | 1 014    | 1 017,3  | 1 015,3 |
| Vento (direzione-m/s)                                | E 5,0       | E 4,7       | E 4,6       | E 4,1       | E 3,7       | E 3,5       | E 3,7       | E 3,7       | E 3,8       | E 4,4       | E 4,5       | E 4,8       | 4,8      | 4,1      | 3,6      | 4,2      | 4,2     |

## Dati climatologici 1971-2000
In base alle medie climatiche del periodo 1971-2000, la temperatura media del mese più freddo, gennaio, è di +5,7 °C, mentre quella del mese più caldo, luglio, è di +24,1 °C; mediamente si contano 9 giorni di gelo all'anno e 15 giorni con temperatura massima uguale o superiore ai +30 °C. I valori estremi di temperatura registrati nel medesimo trentennio sono i -7,5 °C del gennaio 1985 e i +36,0 °C dell'agosto 1988.
Le precipitazioni medie annue si attestano a 1.003 mm, mediamente distribuite in 92 giorni di pioggia, con minimo relativo in inverno, picco massimo in autunno e massimo secondario in estate per gli accumuli.
L'umidità relativa media annua fa registrare il valore di 64,9 % con minimi di 62 % a marzo, a luglio e ad agosto e massimi di 68 % ad ottobre e a dicembre; mediamente si contano 5 giorni di nebbia all'anno.
Di seguito è riportata la tabella con le medie climatiche e i valori massimi e minimi assoluti registrati nel trentennio 1971-2000 e pubblicati nell'Atlante Climatico d'Italia del Servizio Meteorologico dell'Aeronautica Militare relativo al medesimo trentennio. Anche questi dati sono precedenti all'inizio dell'attività della stazione di Barcola e corrispondono alle misure effettuate presso la stazione meteorologica del CNR di Trieste (latitudine 45°38'34'’N, longitudine 13°45'14'’E).
| Trieste Aeronautica Militare (1971-2000) | Mesi        | Mesi        | Mesi        | Mesi        | Mesi        | Mesi        | Mesi        | Mesi        | Mesi        | Mesi        | Mesi        | Mesi        | Stagioni | Stagioni | Stagioni | Stagioni | Anno    |
| Trieste Aeronautica Militare (1971-2000) | Gen         | Feb         | Mar         | Apr         | Mag         | Giu         | Lug         | Ago         | Set         | Ott         | Nov         | Dic         | Inv      | Pri      | Est      | Aut      | Anno    |
| ---------------------------------------- | ----------- | ----------- | ----------- | ----------- | ----------- | ----------- | ----------- | ----------- | ----------- | ----------- | ----------- | ----------- | -------- | -------- | -------- | -------- | ------- |
| T. max. media (°C)                       | 7,6         | 9,0         | 12,2        | 16,5        | 21,6        | 25,0        | 27,9        | 27,7        | 23,3        | 17,8        | 12,3        | 8,8         | 8,5      | 16,8     | 26,9     | 17,8     | 17,5    |
| T. min. media (°C)                       | 3,8         | 4,3         | 6,6         | 10,0        | 14,5        | 17,8        | 20,3        | 20,4        | 16,8        | 12,7        | 8,1         | 5,0         | 4,4      | 10,4     | 19,5     | 12,5     | 11,7    |
| T. max. assoluta (°C)                    | 16,6 (1994) | 21,2 (1990) | 21,6 (1976) | 29,0 (2000) | 31,1 (1976) | 34,3 (1994) | 35,2 (1994) | 36,0 (1988) | 34,4 (1973) | 25,9 (1988) | 20,7 (1996) | 17,3 (1989) | 21,2     | 31,1     | 36,0     | 34,4     | 36,0    |
| T. min. assoluta (°C)                    | −7,5 (1985) | −7,1 (1991) | −6,3 (1971) | 3,2 (1981)  | 6,0 (1985)  | 10,1 (1975) | 12,3 (1979) | 11,0 (1995) | 7,0 (1977)  | 3,7 (1997)  | −1,5 (1988) | −7,9 (1996) | −7,9     | −6,3     | 10,1     | −1,5     | −7,9    |
| Giorni di calura (Tmax ≥ 30 °C)          | 0           | 0           | 0           | 0           | 0           | 1           | 7           | 7           | 0           | 0           | 0           | 0           | 0        | 0        | 15       | 0        | 15      |
| Giorni di gelo (Tmin ≤ 0 °C)             | 3           | 3           | 1           | 0           | 0           | 0           | 0           | 0           | 0           | 0           | 0           | 2           | 8        | 1        | 0        | 0        | 9       |
| Precipitazioni (mm)                      | 58,0        | 56,9        | 63,4        | 82,8        | 84,2        | 100,4       | 62,1        | 84,5        | 103,4       | 111,4       | 107,4       | 88,5        | 203,4    | 230,4    | 247,0    | 322,2    | 1 003,0 |
| Giorni di pioggia                        | 7           | 6           | 7           | 8           | 9           | 9           | 6           | 6           | 8           | 9           | 9           | 8           | 21       | 24       | 21       | 26       | 92      |
| Giorni di nebbia                         | 2           | 2           | 1           | 0           | 0           | 0           | 0           | 0           | 0           | 0           | 0           | 0           | 4        | 1        | 0        | 0        | 5       |
| Umidità relativa media (%)               | 67          | 64          | 62          | 64          | 64          | 65          | 62          | 62          | 66          | 68          | 67          | 68          | 66,3     | 63,3     | 63       | 67       | 64,9    |

## Temperature estreme mensili dal 1946 ad oggi
Nella tabella sottostante sono riportati i valori delle temperature estreme mensili registrate presso la stazione meteorologica dal 1946 ad oggi. Nel periodo esaminato, la temperatura minima assoluta ha toccato i -14,6 °C nel febbraio 1956, mentre la massima assoluta ha raggiunto i +38,0 °C nell'agosto 2015, con record eguagliato nell'agosto 2017.
| Trieste Aeronautica Militare (1946-2023) | Mesi         | Mesi         | Mesi        | Mesi        | Mesi        | Mesi        | Mesi        | Mesi        | Mesi        | Mesi        | Mesi        | Mesi        | Stagioni | Stagioni | Stagioni | Stagioni | Anno  |
| Trieste Aeronautica Militare (1946-2023) | Gen          | Feb          | Mar         | Apr         | Mag         | Giu         | Lug         | Ago         | Set         | Ott         | Nov         | Dic         | Inv      | Pri      | Est      | Aut      | Anno  |
| ---------------------------------------- | ------------ | ------------ | ----------- | ----------- | ----------- | ----------- | ----------- | ----------- | ----------- | ----------- | ----------- | ----------- | -------- | -------- | -------- | -------- | ----- |
| T. max. assoluta (°C)                    | 18,2 (2018)  | 21,2 (1990)  | 23,9 (1968) | 29,8 (2012) | 32,2 (2003) | 36,8 (2019) | 37,6 (2012) | 38,0 (2015) | 34,4 (1973) | 30,8 (2011) | 24,4 (2004) | 18,4 (2016) | 21,2     | 32,2     | 38,0     | 34,4     | 38,0  |
| T. min. assoluta (°C)                    | −11,6 (1947) | −14,6 (1956) | −6,4 (2005) | 1,2 (2003)  | 3,8 (1957)  | 8,1 (1962)  | 9,0 (1948)  | 11,0 (1995) | 7,0 (1977)  | 1,4 (1946)  | −1,5 (1988) | −7,9 (1996) | −14,6    | −6,4     | 8,1      | −1,5     | −14,6 |

Nella sede originaria fino al luglio 2001, la temperatura massima più elevata di +37,0 °C risale al luglio 1952, mentre la temperatura minima più bassa di -14,6 °C fu registrata nel febbraio 1956.
| Trieste Aeronautica Militare (1946-2001) | Mesi         | Mesi         | Mesi        | Mesi        | Mesi        | Mesi        | Mesi        | Mesi        | Mesi        | Mesi        | Mesi        | Mesi        | Stagioni | Stagioni | Stagioni | Stagioni | Anno  |
| Trieste Aeronautica Militare (1946-2001) | Gen          | Feb          | Mar         | Apr         | Mag         | Giu         | Lug         | Ago         | Set         | Ott         | Nov         | Dic         | Inv      | Pri      | Est      | Aut      | Anno  |
| ---------------------------------------- | ------------ | ------------ | ----------- | ----------- | ----------- | ----------- | ----------- | ----------- | ----------- | ----------- | ----------- | ----------- | -------- | -------- | -------- | -------- | ----- |
| T. max. assoluta (°C)                    | 16,6 (1994)  | 21,2 (1990)  | 23,9 (1968) | 29,3 (1962) | 32,0 (1953) | 34,3 (1994) | 37,0 (1952) | 36,0 (1988) | 34,4 (1973) | 27,6 (1956) | 21,2 (1963) | 16,8 (1957) | 21,2     | 32,0     | 37,0     | 34,4     | 37,0  |
| T. min. assoluta (°C)                    | −11,6 (1947) | −14,6 (1956) | −6,3 (1971) | 2,7 (1956)  | 3,8 (1957)  | 8,1 (1962)  | 9,0 (1948)  | 11,0 (1995) | 7,0 (1977)  | 1,4 (1946)  | −1,5 (1988) | −7,9 (1996) | −14,6    | −6,3     | 8,1      | −1,5     | −14,6 |